# تجرك (كرند)
تجرك (بالفارسية: تجرک) هي مستوطنة تقع في إيران في Korond Rural District. يقدر عدد سكانها بـ 44 نسمة .